# Ames, Pas-de-Calais
Ames är en kommun i departementet Pas-de-Calais i regionen Hauts-de-France i norra Frankrike. Kommunen ligger i kantonen Auchel som tillhör arrondissementet Béthune. År 2022 hade Ames 660 invånare.

## Befolkningsutveckling
Antalet invånare i kommunen Ames
| Referens: INSEE |